# Fauna de Armenia

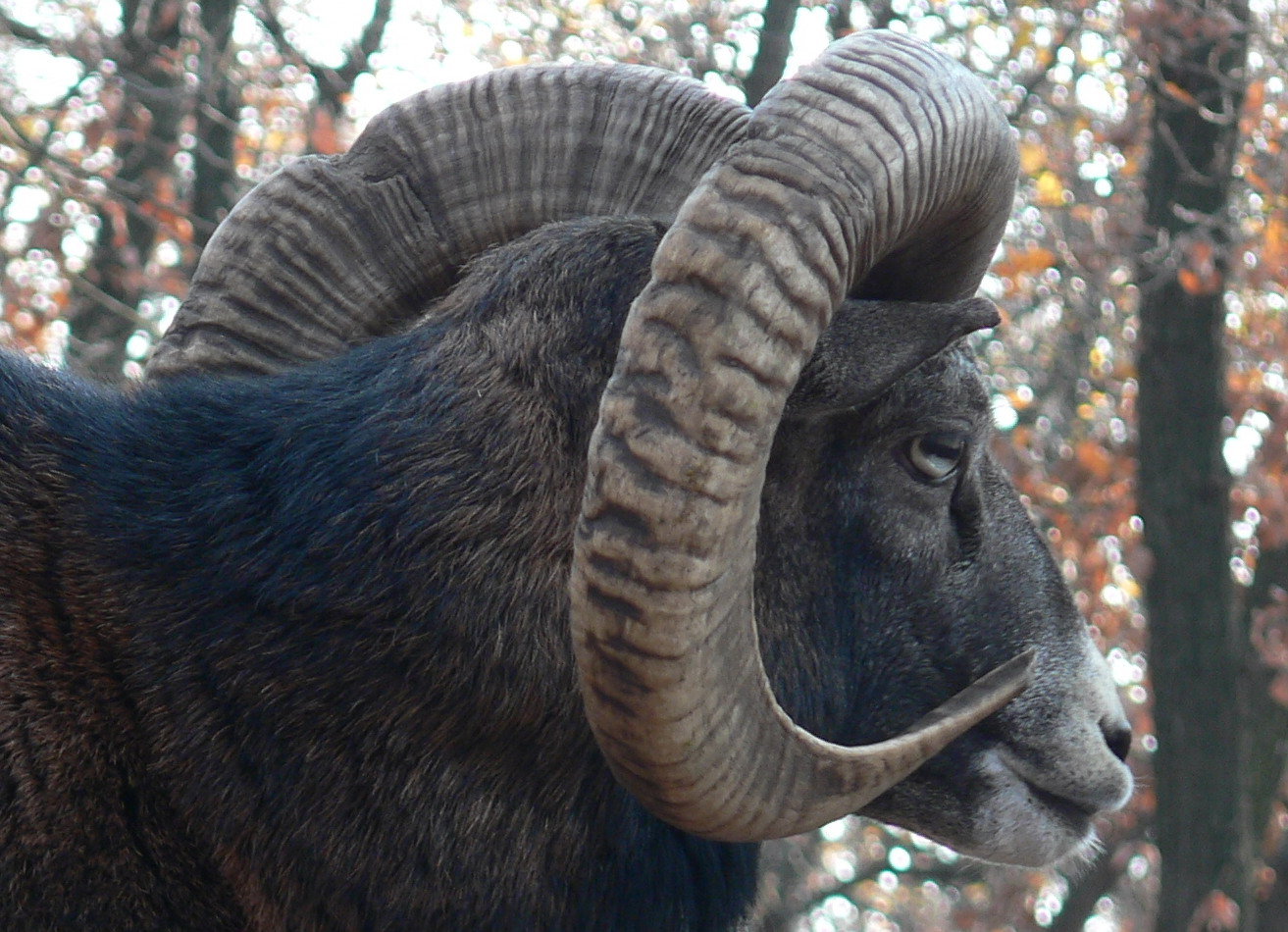
El Mouflon, el antecesor de la oveja doméstica.

La Fauna de Armenia es diversa del país en vista de la relativamente pequeña dimensión geográfica, debido a la variedad de hábitats creado por la zona montañosa. Armenia es un área importante para los animales migratorios, alrededor de 350 diferentes especies de aves se han registrado en el país. Muchos de los animales domésticos del mundo se originó en la zona se encuentra en Armenia, y el musmón, el ancestro de ovejas domesticadas, está presente allí. Las investigaciones indican que aproximadamente una cuarta parte de las especies animales en peligro de extinción Armenia son internacionalmente. El muflón están sufriendo una gran disminución de la población debido a la caza furtiva y la pérdida de su hábitats, y la trucha Sevan, que constituía un treinta por ciento de los peces en el lago Sevan, prácticamente han desaparecido.

## Leopardo persa
El sur y el sudoeste de Armenia sigue siendo el último bastión para la supervivencia de este felino en todo el Cáucaso, en parte debido a su conexión con Irán, donde la principal parte de la población existe leopardo persa. La población total de Armenia números de no más de 10-20 especímenes, incluidos los adultos y cachorros subregional. Especial cálculos no se llevan a cabo. Por datos fragmentarios, la población de Armenia se contabilizan no más de 25 especímenes.